# Bodkarön
Bodkarön är en halvö i Lemlands kommun på Åland (Finland). Den ligger i den östra delen av kommunen.
Bodkarön är en del av ön Fasta Åland. I norr ligger Ramsö och Lillholmen och i söder ligger Långskär och Vålö. I öster breder Föglöfjärden ut sig. I väster sitter Bodkarön ihop med fasta Åland där de båda sjöarna Norra och Södra Öfladan utgör en naturlig gräns. Sjöarna är också naturskyddsområde.
Terrängen på Bodkarön är platt, utom längst ut i öster där berget Klubberget höjer sig cirka 15 meter över havet. Klubberget utgör Bodkaröns högsta punkt. Vegetationen utgörs av hällmarksskog med inslag av lövskog och delvis igenväxt ängsmark i sänkorna.
På Bodkarön finns cirka 17 fritidsfastigheter varav de flesta har vägförbindelse. Två mindre vägar leder ut på Bodkarön, söder respektive norr om de båda sjöarna Norra och Södra Öfladan.